# دارکوب‌های سبز آفریقایی
دارکوب‌های سبز آفریقایی (نام علمی: Chloropicus) یک سرده از پرندگان خانواده دارکوبان است که بومی جنوب صحرای آفریقا است.
این سرده سه گونه دارد.